# 내가 태어난 날
내가 태어난 날(ぼくの生まれた日)은 일본의 애니메이션인 도라에몽의 영화 중 하나로 극장판 도라에몽: 진구와 로봇왕국의 동시 상영작이다.

## 캐스팅
| 등장인물    | 성우            |
| ----------- | --------------- |
| 도라에몽    | 오오야마 노부요 |
| 노진구      | 오오하라 노리코 |
| 노비타 엄마 | 치지마츠 사치코 |
| 노비타 아빠 | 나카 유스케     |
| 왕비실      | 키모츠키 카네타 |
| 자이언      | 타테카베 카즈야 |
| 신이슬      | 노무라 미치코   |
| 자이언엄마  | 아오키 카즈요   |
| 스네오엄마  | 요코 마리       |
| 시즈카엄마  | 마쓰바라 마사코 |

## 줄거리
노비타는 자신의 생일인 8월 7일을 맞은 오늘, 달력에 화환으로 표시한 그 날짜를 보면서 들뜬 기분으로 부모님의 축하를 기다리고 있었다. 하지만 그 기대와는 달리 찾아온 엄마로부터는 생일 축하는커녕 빨래나 숙제 때문에 평소보다 더 주의를 받게 된다. 거기에 불만을 터뜨린 노비타는 "나한테 지시하지 마"라고 강경하게 반항해 놀이를 우선시한 것으로 엄마는 고사하고 아빠까지도 화나게 했고, 두 사람으로부터 호되게 혼난 끝에 "너 같은 애는 우리 애가 아니야"라고까지 듣게 된다. 상심한 나머지 눈물을 흘리는 노비타는 '나는 누구의 아이도 아니다' 「누구에게도 사랑받지 못하고 있구나」라고 생각해, 마음에 드는 만화 등 짐을 정리해 캘린더의 생일의 하나마루표를 엉망으로 칠해, 도라에몽에게 이별을 고하고 가출한다.
이 상태로 시즈카·스네 남편·자이언들에게 묵으려고 하지만, 모두가 부모에게 소중히 여겨지는 것을 보고 더욱 충격을 받는다. 거기에 노비타를 찾으러 온 도라에몽이 「엄마 아빠가 걱정하고 있으니까 돌아가자」고 타이르지만, 오늘의 일에 더해 지금까지도 있어, 「오늘은 나 같은 나쁜 아이가 태어나 모두가 실망한 날이야. 나 따위는 태어나지 않았으면 좋았을 거야」라고 자포자기해 들어 주려고 하지 않는다. 게다가 도라에몽은 「그럼 그것을 확인하러 네가 태어난 날로 가자. 정말로 태어난 것을 기뻐한 것이 아니라면 평생 집으로 돌아가지 않아도 되도록 덴덴 하우스를 줄 테니까」라고 노비타를 설득한다. 그것을 받아들인 노비타는 도라에몽과 함께 타임머신에서 11년 전 자신이 태어난 날로 향했다.
자신이 태어난 병원에서 젊은 날의 부모님이 자신의 탄생을 진심으로 기뻐하고 큰 기대와 애정을 가져 주고 있다는 것을 실감, 자신이 태어난 병원에 심어져 있는 큰 나무가 이름의 유래였다는 것을 알고 반성과 감사의 마음으로 가득 차는 노비타. 그러나 그 큰 나무는 현대에는 이미 잘려 나갔다는 것을 안 노비타는 그 큰 나무 앞에서 울음을 터뜨린다. 그러나 「이 소중한 큰 나무를 어떻게든 남겨 두고 싶다」라고 생각한 노비타는 큰 나무에서 난 잔가지를 떼어, 하천 부지에서 마음에 드는 만화를 토대로 해 잔가지를 심는다. 현대로 돌아와 하천 부지로 향하니, 심은 잔가지가 11년이나 긴 세월에 걸쳐 훌륭한 큰 나무로 자라고 있었다. 그곳에 노비타를 걱정해 찾으러 와주던 아빠와 엄마가 나타난다.
진심으로 사과하는 노비타와 그것을 부드럽게 받아들이는 아빠와 엄마, 그 세 가족의 고리 안에 들어가는 도라에몽. 아빠와 엄마는 끊어졌을 큰 나무를 바라본다. 그리고, 잎소리를 듣고 노비타의 태어난 날을 생각한다. 노비타는 "내가 태어나길 잘했어?"라고 물으면 아빠도 엄마도 "다행이다"라고 대답하기 때문에 안심하는 것이었다.
엔딩에서 노비타의 집에서는 시즈카·스네오·자이언이 노비타에게 생일 선물을 전달하기 위해 기다리고 있었다. 노비타는 배신당한 것이 아니었다고 안심하고 모두에게 감사한다. 그 후, 모두 함께 생일 파티를 했다. 파티 종료 후 결의를 다진 노비타(のび太)는 부모님으로부터 걱정을 받으면서도 여름방학 숙제를 밤새 한다. 그리고 그 큰 나무 밑동에는 바탕이 된 노비타의 만화가 섞여 있었다.

## 같이 보기
- 후지코 F. 후지오
- 도라에몽 관련 매체 목록